# Vela nos Jogos Olímpicos de Verão de 2020 - RS:X feminino
A classe RS:X feminino da vela nos Jogos Olímpicos de Verão de 2020 foi disputada entre 25 e 31 de julho de 2021 no Porto de Iates de Enoshima, em Fujisawa. Um total de 27 velejadoras, cada uma representando um Comitê Olímpico Nacional (CON), participaram do evento.
O título olímpico foi conquistado pela chinesa Lu Yunxiu. A prata ficou com a francesa Charline Picon, enquanto a britânica Emma Wilson conquistou o bronze.

## Qualificação
O período de qualificação começou no Campeonato Mundial de 2018 em Aarhus, Dinamarca. Lá, 101 vagas, cerca de 40% do total, foram entregues aos CONs com as melhores posições em cada classe. Seis vagas estiveram disponíveis nas classes Laser e Laser Radial nos Jogos Asiáticos de 2018 e nos Jogos Pan-Americanos de 2019, enquanto 61 vagas foram distribuídas aos velejadores nos Campeonatos Mundiais de cada classe em 2019. Em 2020 e em 2021, as regatas de qualificação continentais foram realizadas para decidir o restante das vagas, enquanto duas vagas nas classes Laser e Laser Radial foram entregues pela Comissão Tripartite a CONs ainda não representados. Como país-sede, o Japão recebeu vagas em cada uma das 10 classes olímpicas.

## Formato
A prova é composta por doze regatas preliminares e uma de decisão das medalhas (Medal Race). A posição em cada regata se traduz em pontos (as primeiras colocadas somam um ponto na classificação, enquanto as décimas, por exemplo, somam 10 pontos), que são acumulados de regata a regata para obter a classificação. Apenas as dez menores pontuações ao fim das doze primeiras regatas avançam para a Medal Race, na qual os pontos obtidos juntam-se aos já acumulados. Cada barco deve excluir uma regata para sua pontuação total, com exceção da Medal Race que não pode ser excluída e sua pontuação conta em dobro.
As regatas desenrolam-se num percurso marcado com boias, que deve ser obrigatoriamente percorrido pelos velejadores conforme as regras do comitê organizador.

## Calendário
| Data → | Domingo 25 jul | Segunda 26 jul | Terça 27 jul | Quarta 28 jul | Quinta 29 jul   | Sexta 30 jul | Sábado 31 jul |
| ------ | -------------- | -------------- | ------------ | ------------- | --------------- | ------------ | ------------- |
| RS:X   | Regatas 1 a 3  | Regatas 4 a 6  | Descanso     | Regatas 7 a 9 | Regatas 10 a 12 | Descanso     | Medal Race    |

## Medalhistas
| Ouro   | CHN Lu Yunxiu      |
| Prata  | FRA Charline Picon |
| Bronze | GBR Emma Wilson    |

## Resultados
Estes foram os resultados obtidos da competição:
| Pos.              | Velejadoras            | CON                | Regata | Regata | Regata | Regata | Regata | Regata | Regata | Regata | Regata | Regata | Regata | Regata | Regata | Pontos | Pontos |
| Pos.              | Velejadoras            | CON                | 1      | 2      | 3      | 4      | 5      | 6      | 7      | 8      | 9      | 10     | 11     | 12     | MR     | Tot.   | Net    |
| ----------------- | ---------------------- | ------------------ | ------ | ------ | ------ | ------ | ------ | ------ | ------ | ------ | ------ | ------ | ------ | ------ | ------ | ------ | ------ |
| Medalha de ouro   | Lu Yunxiu              | CHN China          | 2      | 9      | 25     | 2      | 2      | 1      | 4      | 2      | 1      | 2      | 3      | 2      | 6      | 61     | 36     |
| Medalha de prata  | Charline Picon         | FRA França         | 1      | 6      | 2      | 9      | 1      | 4      | 2      | 3      | 6      | 3      | 2      | 6      | 2      | 47     | 38     |
| Medalha de bronze | Emma Wilson            | GBR Grã-Bretanha   | 5      | 2      | 6      | 1      | 4      | 2      | 1      | 1      | 28 UFD | 6      | 1      | 5      | 4      | 66     | 38     |
| 4                 | Marta Maggetti         | ITA Itália         | 6      | 3      | 3      | 13     | 6      | 7      | 5      | 6      | 3      | 5      | 6      | 8      | 8      | 79     | 66     |
| 5                 | Lilian de Geus         | NED Países Baixos  | 8      | 11     | 1      | 8      | 3      | 11     | 3      | 4      | 4      | 9      | 5      | 4      | 12     | 83     | 72     |
| 6                 | Katy Spychakov         | ISR Israel         | 3      | 5      | 9      | 7      | 10     | 3      | 13     | 13     | 9      | 1      | 4      | 1      | 20     | 98     | 85     |
| 7                 | Lærke Buhl-Hansen      | DEN Dinamarca      | 9      | 4      | 8      | 4      | 9      | 8      | 6      | 5      | 5      | 8      | 9      | 9      | 18     | 102    | 93     |
| 8                 | Hayley Chan            | HKG Hong Kong      | 12     | 8      | 13     | 5      | 7      | 6      | 8      | 14     | 7      | 4      | 8      | 3      | 14     | 109    | 95     |
| 9                 | Zofia Noceti-Klepacka  | POL Polônia        | 4      | 1      | 14     | 16     | 16     | 9      | 7      | 8      | 2      | 11     | 7      | 7      | 10     | 112    | 96     |
| 10                | Patrícia Freitas       | BRA Brasil         | 13     | 14     | 4      | 11     | 12     | 10     | 9      | 7      | 19     | 10     | 15     | 12     | 16     | 152    | 133    |
| 11                | Blanca Manchón         | ESP Espanha        | 7      | 7      | 12     | 14     | 13     | 16     | 14     | 9      | 14     | 14     | 10     | 10     |        | 140    | 124    |
| 12                | Yuki Sunaga            | JPN Japão          | 17     | 24     | 11     | 3      | 5      | 12     | 11     | 22     | 10     | 7      | 14     | 17     |        | 153    | 129    |
| 13                | María Bazo             | PER Peru           | 14     | 13     | 17     | 15     | 8      | 5      | 12     | 12     | 11     | 15     | 11     | 14     |        | 147    | 130    |
| 14                | Tuuli Petäjä-Sirén     | FIN Finlândia      | 11     | 15     | 18     | 6      | 11     | 13     | 10     | 11     | 12     | 22     | 12     | 11     |        | 152    | 130    |
| 15                | Farrah Hall            | USA Estados Unidos | 21     | 21     | 7      | 12     | 18     | 18     | 16     | 15     | 8      | 16     | 16     | 16     |        | 184    | 163    |
| 16                | Ingrid Puusta          | EST Estônia        | 15     | 12     | 16     | 10     | 14     | 17     | 17     | 17     | 17     | 18     | 13     | 18     |        | 184    | 166    |
| 17                | Siripon Kaewduang-ngam | THA Tailândia      | 10     | 20     | 10     | 17     | 19     | 14     | 21     | 16     | 15     | 17     | 18     | 15     |        | 192    | 171    |
| 18                | Demita Vega            | MEX México         | 26     | 16     | 15     | 22     | 22     | 19     | 19     | 10     | 20     | 13     | 28 UFD | 13     |        | 223    | 195    |
| 19                | Aikaterini Divari      | GRE Grécia         | 19     | 19     | 19     | 20     | 20     | 23     | 15     | 18     | 13     | 19     | 19     | 23     |        | 227    | 204    |
| 20                | María Celia Tejerina   | ARG Argentina      | 20     | 18     | 21     | 18     | 15     | 21     | 18     | 21     | 16     | 24     | 17     | 22     |        | 231    | 207    |
| 21                | Natasa Lappa           | CYP Chipre         | 24     | 25     | 26     | 19     | 17     | 22     | 20     | 20     | 18     | 12     | 22     | 19     |        | 244    | 218    |
| 22                | Anna Khvorikova        | ROC                | 18     | 10     | 5      | 26     | 23     | 24     | 25     | 25     | 25     | 20     | 23     | 26     |        | 250    | 224    |
| 23                | Nikola Girke           | CAN Canadá         | 25     | 23     | 22     | 24     | 21     | 20     | 23     | 23     | 22     | 25     | 21     | 20     |        | 269    | 244    |
| 24                | Dilara Uralp           | TUR Turquia        | 16     | 22     | 23     | 23     | 24     | 25     | 22     | 24     | 21     | 21     | 25     | 24     |        | 270    | 245    |
| 25                | Sára Cholnoky          | HUN Hungria        | 27     | 27     | 27     | 21     | 25     | 15     | 24     | 19     | 24     | 23     | 20     | 21     |        | 273    | 246    |
| 26                | Amanda Ng              | SGP Singapura      | 22     | 17     | 20     | 25     | 26     | 27     | 26     | 26     | 23     | 26     | 24     | 25     |        | 287    | 260    |
| 27                | Nadjet Berrichi        | ALG Argélia        | 23     | 26     | 24     | 28 DNF | 28 DNF | 26     | 27     | 27     | 28 DNF | 27     | 26     | 27     |        | 317    | 289    |

Legenda
| - DSQ = Desclassificação; - DNE = Desclassificação não descartável; - DNF = Não cruzou a linha de chegada; | - DNC = Não compareceu na área de largada; - DNS = Não largou; - STP = Penalidade padrão; | - UFD = Desclassificação por bandeira "U"; - BFD = Desclassificação por bandeira preta; - OCS = Queima de largada. |